# Simeon Shterev
Simeon Atanasov Shterev –en búlgaro, Симеон Атанасов Щерев– (Strumiantsi, 8 de febrero de 1959) es un deportista búlgaro que compitió en lucha libre.
Participó en los Juegos Olímpicos de Seúl 1988, obteniendo la medalla de bronce en la categoría de 62 kg. Ganó cuatro medallas en el Campeonato Mundial de Lucha entre los años 1981 y 1986, y nueve medallas en el Campeonato Europeo de Lucha entre los años 1980 y 1988.

## Palmarés internacional
| Juegos Olímpicos   | Juegos Olímpicos           | Juegos Olímpicos  | Juegos Olímpicos |
| Año                | Lugar                      | Medalla           | Categoría        |
| ------------------ | -------------------------- | ----------------- | ---------------- |
| 1988               | Seúl (Corea del Sur)       | Medalla de bronce | 62 kg            |
| Campeonato Mundial |                            |                   |                  |
| Año                | Lugar                      | Medalla           | Categoría        |
| 1981               | Skopie (Yugoslavia)        | Medalla de oro    | 62 kg            |
| 1982               | Edmonton (Canadá)          | Medalla de plata  | 62 kg            |
| 1983               | Kiev (URSS)                | Medalla de bronce | 62 kg            |
| 1986               | Budapest (Hungría)         | Medalla de bronce | 68 kg            |
| Campeonato Europeo |                            |                   |                  |
| Año                | Lugar                      | Medalla           | Categoría        |
| 1980               | Prievidza (Checoslovaquia) | Medalla de plata  | 62 kg            |
| 1981               | Łódź (Polonia)             | Medalla de bronce | 62 kg            |
| 1982               | Varna (Bulgaria)           | Medalla de oro    | 62 kg            |
| 1983               | Budapest (Hungría)         | Medalla de oro    | 62 kg            |
| 1984               | Jönköping (Suecia)         | Medalla de oro    | 62 kg            |
| 1985               | Leipzig (RDA)              | Medalla de bronce | 68 kg            |
| 1986               | El Pireo (Grecia)          | Medalla de plata  | 68 kg            |
| 1987               | Veliko Tarnovo (Bulgaria)  | Medalla de bronce | 68 kg            |
| 1988               | Mánchester (Reino Unido)   | Medalla de bronce | 62 kg            |